# Thomatal
Thomatal osztrák község Salzburg tartomány Tamswegi járásában. 2019 januárjában 347 lakosa volt. 

## Elhelyezkedése

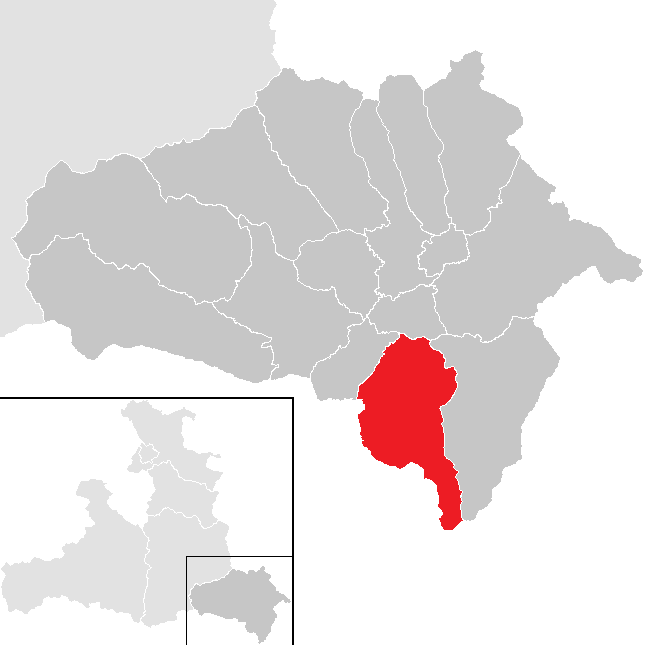
Thomatal a Tamswegi járásban

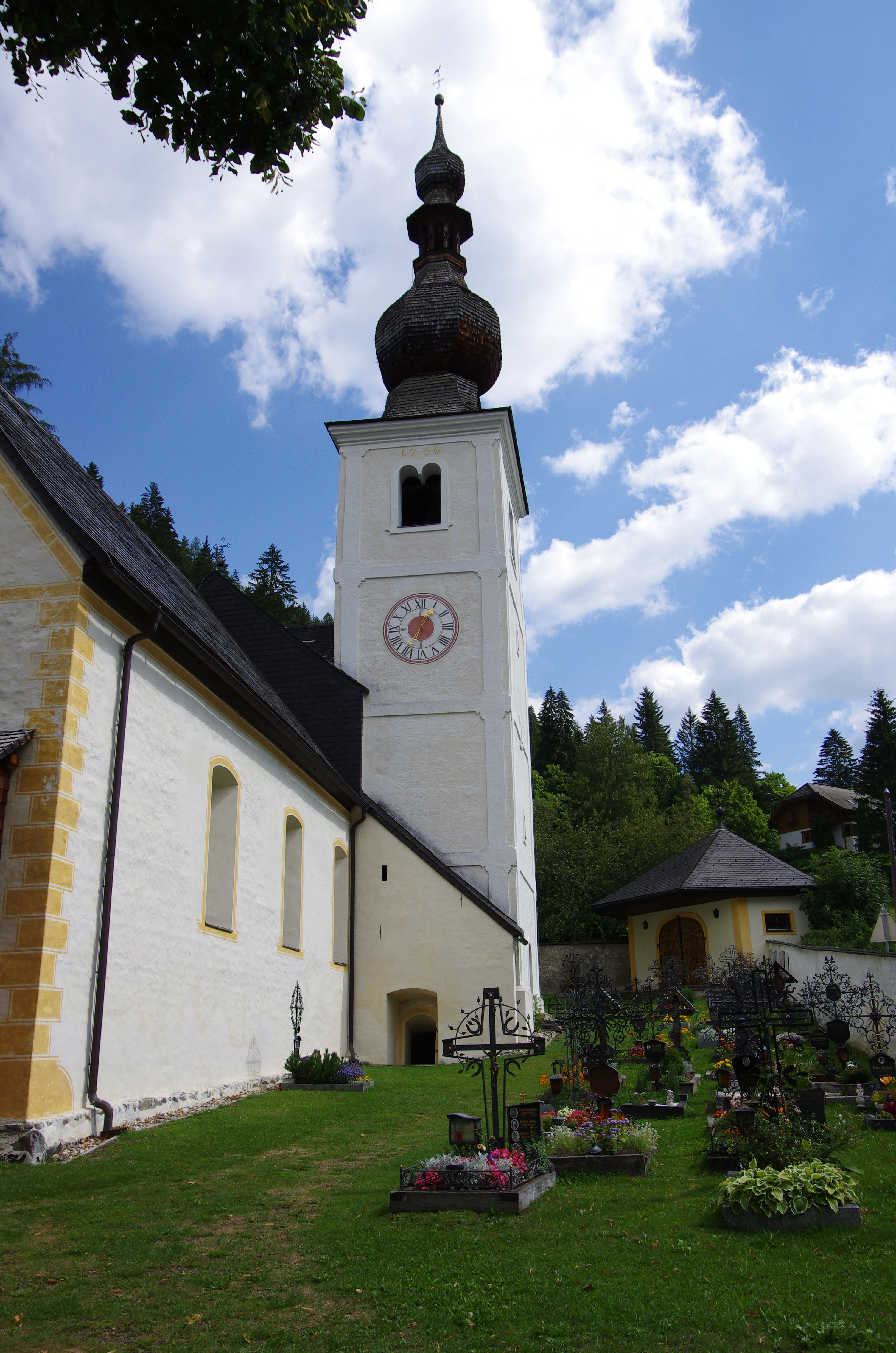
A Szt. György-plébániatemplom

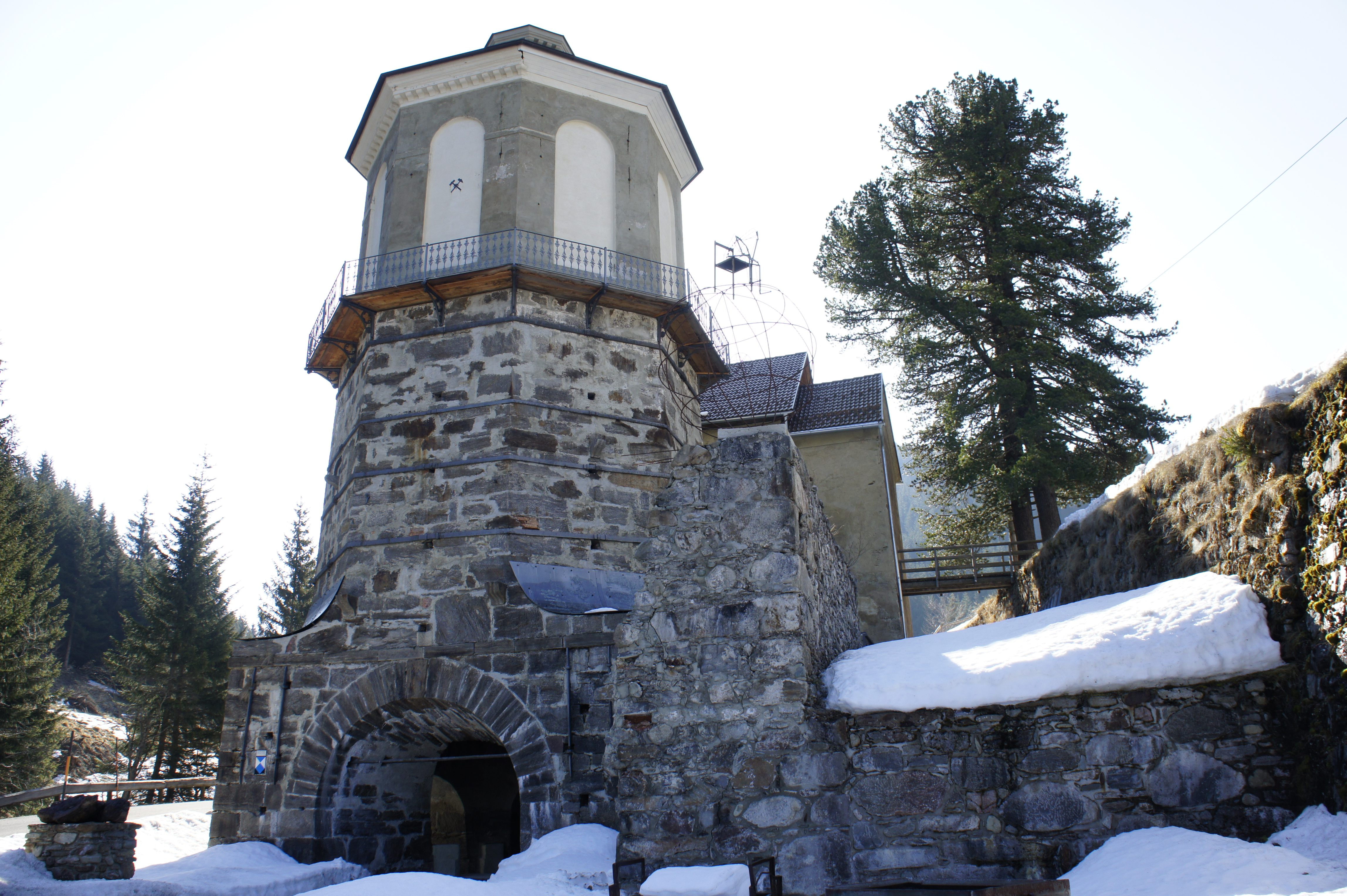
A bundschuchi kohó

Thomatal Salzburg tartomány Lungau régiójában, Salzburg, Karintia és Stájerország hármashatáránál, a Thomataler Bach folyó mentén fekszik. Északon a Schwarzenberg, délen a Lungauer Nockgebiet hegységek határolják. Az önkormányzat két falut egyesít: Bundschuh (35 lakos 2019-ben) és Thomatal (312 lakos).
A környező önkormányzatok: északnyugatra Sankt Margarethen im Lungau, északra Unternberg, északkeletre Ramingstein, keletre Stadl-Predlitz (Stájerország), délnyugatra Krems in Kärnten (Karintia), nyugatra Rennweg am Katschberg (Karintia).

## Története
Thomatal völgyében a rómaiak i.sz. 50 körül utat építettek és a régészek egy Mithrász-szentély maradványait is feltárták. A völgyet először Weichart von Polheim salzburgi érsek 1314-ből származó birtokvásárlási szerződésében említik. A középkorban jelentős bányák működtek itt, a bundschuhi kohómű a 16. századtól a 19. századig működött (ma múzeum). 

## Lakosság
A thomatali önkormányzat területén 2019 januárjában 347 fő élt. A lakosságszám a csúcspontját 1869-ben érte el 473 fővel, azóta lassú, de folyamatos csökkenés tapasztalható. 2017-ben a helybeliek 97%-a volt osztrák állampolgár; a külföldiek közül 2,7% a régi (2004 előtti) EU-tagállamokból érkezett. 2001-ben a lakosok 95%-a római katolikusnak, 1,2% evangélikusnak, 3,8% pedig felekezeten kívülinek vallotta magát. 
A lakosság számának változása:

| 2016 | 316 |
| 2018 | 333 |

## Látnivalók
- Edenvest várának romjai
- a Szt. György-plébániatemplom
- a bundschuchi kohó

## Fordítás
- Ez a szócikk részben vagy egészben  a   Thomatal című német Wikipédia-szócikk ezen változatának fordításán alapul.  Az eredeti cikk szerkesztőit annak laptörténete sorolja fel. Ez a jelzés csupán a megfogalmazás eredetét és a szerzői jogokat jelzi, nem szolgál a cikkben szereplő információk forrásmegjelöléseként.